# Sportclub (DDR)
Een Sportclub (SC) was een prestatiegerichte sportvereniging in de DDR.
Sportclubs ontstonden in de DDR vanaf 1954. Ze werden aanvankelijk opgericht als overkoepelende vereniging voor sportteams. Begin jaren zestig kwam er per district één sportclub, in de hoofdplaats. Deze sportclubs bestonden in deze vorm tot aan de Duitse hereniging in 1990, toen ze ofwel ontbonden werden, of zich herstructureerden naar West-Duits voorbeeld.

## Algemeen
Begin jaren vijftig waren er vele Betriebssportgemeinschaften (BSG) ontstaan in de DDR. Een ontwikkeling voor topsport werd zo bemoeilijkt. Hiervoor werden de Sportclubs opgericht die zich voornamelijk richtten op prestatiesporten, terwijl de BSG's voornamelijk actief bleven in recreatiesport. De beste sporters van de BSG's werden al van kinds af aan naar de Sportclubs gestuurd. Het systeem van de Sportclubs loonde en vele atleten haalden titels op de Olympische Spelen, Europese en/of Wereldkampioenschappen.
De sportclubs waren herkenbaar aan de afkorting SC die in de clubnaam voorkwam. Uitzonderingen hierop waren de legersportclubs (ASK), Turn- und Sportclub Berlin en FSC Dynamo Eilenburg. De grootste sportclub van de DDR was SC Dynamo Berlin.

## Sportclubs vanaf 1956
Reeds in het begin werden er enkele wijzigingen doorgevoerd. SC Motor Berlin ging in 1957 op in TSC Oberschöneweide. In datzelfde jaar werd SC Stahl Riesa ontbonden en werd dit opnieuw BSG Stahl Riesa. Op 4 december 1957 fuseerden Aufbau Klingenthal en de ski-afdeling van SV Dynamo tot SC Dynamo Klingenthal. Op 30 juni 1958 fuseerden Chemie Halle-Leuna en Wissenschaft Halle tot SC Chemie Halle-Leuna. In 1960 splitste de ijshockey-afdeling van Vorwärts Berlin zich af en sloot zich aan bij ASK Vorwärts Crimmitschau. Ook in 1960 werd SC Fortschritt Weißenfels ontbonden en terug aangesloten bij BSG Fortschritt Weißenfels. In 1961 werd ASK Vorwärts Erfurt ontbonden.
| Sportclub                       | Oprichting        | Stad            | District         | Dragerbedrijf                                          | Sportvereniging |
| ------------------------------- | ----------------- | --------------- | ---------------- | ------------------------------------------------------ | --------------- |
| SC Dynamo Berlin                | 1 oktober 1954    | Berlijn         | (Oost-Berlijn)   | Ministerium für Staatssicherheit                       | SV Dynamo       |
| SC Einheit Berlin               |                   | Berlijn         | (Oost-Berlijn)   |                                                        | SV Einheit      |
| SC Motor Berlin                 |                   | Berlijn         | (Oost-Berlijn)   |                                                        | SV Motor        |
| SC Rotation Berlin              |                   | Berlijn         | (Oost-Berlijn)   |                                                        | SV Rotation     |
| ZASK Vorwärts Berlin            | 29 september 1953 | Strausberg      | Frankfurt (Oder) | Nationale Volksarmee                                   | ASV Vorwärts    |
| SC Aktivist Brieske-Senftenberg | Oktober 1954      | Senftenberg     | Cottbus          | VEB Braunkohlekombinat Senftenberg                     | SV Aktivist     |
| ASK Vorwärts Brotterode         |                   | Brotterode      | Suhl             | Nationale Volksarmee                                   | ASV Vorwärts    |
| ASK Vorwärts Cottbus            |                   | Cottbus         | Cottbus          | Nationale Volksarmee                                   | ASV Vorwärts    |
| SG Dynamo Dresden               | 12 april 1953     | Dresden         | Dresden          | Deutsche Volkspolizei                                  | SV Dynamo       |
| SC Einheit Dresden              | 21 november 1954  | Dresden         | Dresden          |                                                        | SV Einheit      |
| SC Turbine Erfurt               | September 1954    | Erfurt          | Erfurt           |                                                        | SV Turbine      |
| ASK Vorwärts Erfurt             |                   | Erfurt          | Erfurt           | Nationale Volksarmee                                   | ASV Vorwärts    |
| SC Chemie Halle-Leuna           | 1 september 1954  | Halle (Saale)   | Halle            | Leunawerke                                             | SV Chemie       |
| SC Wissenschaft Halle           |                   | Halle (Saale)   | Halle            | Martin-Luther-Universität Halle-Wittenberg             | SV Wissenschaft |
| SC Motor Jena                   | 19 november 1954  | Jena            | Gera             | VEB Carl Zeiss Jena                                    | SV Motor        |
| SC Motor Karl-Marx-Stadt        | 3 maart 1956      | Karl-Marx-Stadt | Karl-Marx-Stadt  |                                                        | SV Motor        |
| SC Wismut Karl-Marx-Stadt       | 13 november 1954  | Karl-Marx-Stadt | Karl-Marx-Stadt  | SDAG Wismut                                            | SV Wismut       |
| SC Aufbau Klingenthal           |                   | Klingenthal     | Karl-Marx-Stadt  |                                                        | SV Aufbau       |
| SC Wissenschaft DHfK Leipzig    | 20 september 1954 | Leipzig         | Leipzig          | Deutsche Hochschule für Körperkultur                   | SV Wissenschaft |
| SC Lokomotive Leipzig           | 5 september 1954  | Leipzig         | Leipzig          | Deutsche Reichsbahn                                    | SV Lokomotive   |
| SC Rotation Leipzig             |                   | Leipzig         | Leipzig          |                                                        | SV Rotation     |
| ASK Vorwärts Leipzig            | Januari 1955      | Leipzig         | Leipzig          | Nationale Volksarmee                                   | ASV Vorwärts    |
| SG Dynamo Luckenwalde           | 1953              | Luckenwalde     | Potsdam          |                                                        | SV Dynamo       |
| SC Aufbau Magdeburg             | 15 juli 1955      | Maagdenburg     | Maagdenburg      | VEB Bau- und Montagekombinat Magdeburg                 | SV Aufbau       |
| ASK Vorwärts Neubrandenburg     |                   | Neubrandenburg  | Neubrandenburg   | Nationale Volksarmee                                   | ASV Vorwärts    |
| ASK Vorwärts Oberhof            | 25 augustus 1956  | Oberhof         | Suhl             | Nationale Volksarmee                                   | ASV Vorwärts    |
| SC Traktor Oberwiesenthal       | 1955              | Oberwiesenthal  | Karl-Marx-Stadt  |                                                        | SV Traktor      |
| SG Dynamo Potsdam               | 1953              | Potsdam         | Potsdam          |                                                        | SV Dynamo       |
| ASK Vorwärts Potsdam            | 1 oktober 1956    | Potsdam         | Potsdam          | Nationale Volksarmee                                   | ASV Vorwärts    |
| SC Stahl Riesa                  | 1954              | Riesa           | Dresden          | VEB Rohrkombinat Stahl- und Walzwerk „Karl Marx“ Riesa | SV Stahl        |
| SC Empor Rostock                | 11 november 1954  | Rostock         | Rostock          | Fischkombinat Rostock                                  | SV Empor        |
| ASK Vorwärts Rostock            |                   | Rostock         | Rostock          | Nationale Volksarmee                                   | ASV Vorwärts    |
| SC Traktor Schwerin             |                   | Schwerin        | Schwerin         |                                                        | SV Traktor      |
| SC Fortschritt Weißenfels       | 21 december 1954  | Weißenfels      | Halle            | VEB Schuhfabrik „Banner des Friedens“ Weißenfels       | SV Fortschritt  |
| SG Dynamo Weißwasser            | 1 september 1953  | Weißwasser      | Cottbus          |                                                        | SV Dynamo       |
| SC Motor Zella-Mehlis           | 1954              | Zella-Mehlis    | Suhl             |                                                        | SV Motor        |
| SG Dynamo Zinnwald              | 15 oktober 1956   | Zinnwald        | Dresden          |                                                        | SV Dynamo       |

## Sportclubs van de jaren zestig tot de jaren tachtig
| Sportclub                 | Oprichting/Wijziging | Sportafdelingen | District         |
| ------------------------- | -------------------- | --- | ---------------- |
| SC Dynamo Berlin          | 1 oktober 1954       | boksen, ijshockey, kunstschaatsen, langebaanschaatsen, schermen, voetbal, handbal, atletiek, wielrennen, zwemmen, turnen, volleybal                                                                                  | Oost-Berlijn     |
| TSC Berlin                | 18 februari 1963     | basketbal, boksen, kunstschaatsen, langebaanschaatsen, voetbal, gewichtheffen, handbal, kanovaren, atletiek, wielrennen, roeien, schaken, zwemmen, zeilen, tennis, tafeltennis, volleybal, waterpolo, schoonspringen | Oost-Berlijn     |
| ASK Vorwärts Berlin       | 29 september 1953    | boksen, voetbal, gewichtheffen, handbal, judo, atletiek, paardensport, wielrennen, worstelen, roeien, schietsport, turnen                                                                                            | Frankfurt (Oder) |
| ASK Vorwärts Brotterode   |                      | schansspringen | Suhl             |
| SC Cottbus                | 19 april 1963        | boksen, voetbal, atletiek, wielrennen, turnen | Cottbus          |
| ASK Vorwärts Crimmitschau | 1960                 | ijshockey | Karl-Marx-Stadt  |
| SG Dynamo Dresden         | 12 april 1953        | voetbal | Dresden          |
| SC Einheit Dresden        | 21 november 1954     | ijshockey, kunstschaatsen, langebaanschaatsen, schermen, voetbal, gewichtheffen, kanovaren, atletiek, roeien, schaken, zwemmen, turnen, schoonspringen                                                               | Dresden          |
| SC Turbine Erfurt         | September 1954       | kunstschaatsen, langebaanschaatsen, voetbal, atletiek, wielrennen, zwemmen | Erfurt           |
| SC Frankfurt              | 1962                 | voetbal | Frankfurt (Oder) |
| SC Chemie Halle           | 30 juni 1958         | basketbal, boksen, voetbal, kegelen, atletiek, ritmische sportgymnastiek, worstelen, roeien, schaken, zwemmen, tennis, turnen, schoonspringen                                                                        | Halle            |
| SC Dynamo Hoppegarten     | 1963                 | fallschirmsport, judo, paardensport, schietsport | Frankfurt (Oder) |
| SC Motor Jena             | 19 november 1954     | schermen, voetbal, hockey, atletiek, worstelen, zwemmen, tafeltennis | Gera             |
| SC Karl-Marx-Stadt        | 1 juli 1963          | kunstschaatsen, langebaanschaatsen, voetbal, gewichtheffen, atletiek, wielrennen, zwemmen, turnen | Karl-Marx-Stadt  |
| SC Dynamo Klingenthal     | 4 december 1957      | Noords skiën | Karl-Marx-Stadt  |
| SC DHfK Leipzig           | 1964                 | voetbal, handbal, kanovaren, atletiek, wielrennen, roeien, zwemmen, turnen, schoonspringen | Leipzig          |
| SC Leipzig                | Juli 1963            | schermen, voetbal, handbal, judo, ritmische sportgymnastiek, worstelen, turnen, volleybal | Leipzig          |
| ASK Vorwärts Leipzig      | Januari 1955         | basketbal, gewichtheffen, kanovaren, schermen, wielrennen, schietsport | Leipzig          |
| SG Dynamo Luckenwalde     | 1953                 | worstelen | Potsdam          |
| SC Magdeburg              | 27 juli 1965         | boksen, voetbal, handbal, kanovaren, roeien, zwemmen | Magdeburg        |
| SC Neubrandenburg         | 1. Mai 1962          | voetbal, kanovaren, atletiek | Neubrandenburg   |
| ASK Vorwärts Oberhof      | 25 augustus 1956     | biatlon, bobsport, noordse combinatie, rodelen, skilanglauf | Suhl             |
| SC Traktor Oberwiesenthal | 1955                 | biatlon, noordse combinatie, rodelen, alpineskiën, skilanglauf, schansspringen | Karl-Marx-Stadt  |
| SC Potsdam                | 6 februari 1961      | voetbal, atletiek, turnen, volleybal | Potsdam          |
| SG Dynamo Potsdam         | 1953                 | roeien | Potsdam          |
| ASK Vorwärts Potsdam      |                      | schermen, kanovaren, atletiek, zwemmen, turnen | Potsdam          |
| SC Empor Rostock          | 11 november 1954     | ijshockey, voetbal, handbal, kanovaren, atletiek, zwemmen, zeilen, turnen, schoonspringen | Rostock          |
| ASK Vorwärts Rostock      | 1956                 | worstelen, roeien, zwemmen, zeilen | Rostock          |
| SC Traktor Schwerin       |                      | boksen, atletiek, zeilen, volleybal | Schwerin         |
| SG Dynamo Weißwasser      | 1 september 1953     | ijshockey | Cottbus          |
| SC Motor Zella-Mehlis     |                      | worstelen, noordse combinatie, skilanglauf, schansspringen | Suhl             |
| SG Dynamo Zinnwald        | 15 oktober 1956      | biatlon, bobsport, rodelen | Dresden          |

## Sportclubs in 1990
| Sportclub                 | Jaar      | Lot                                       | Opvolger |
| ------------------------- | --------- | ----------------------------------------- | --- |
| SC Dynamo Berlin          | 1990      | splitsing                                 | SC Berlin CJD Berlin EHC Dynamo Berlin                                                                               |
| TSC Berlin                | 1990 1991 | naamswijziging en heroprichting als e. V. | Berliner TSC |
| SC Berlin-Grünau          | 1990      | heroprichting als e. V.                   | SC Berlin-Grünau |
| SC Cottbus                | 1990 1992 | heroprichting als e. V. splitsing         | Boxclub Cottbus Lausitzer Handbal-Club Cottbus Atletiek-Club Cottbus Wielrennenclub Cottbus Sportclub Cottbus Turnen |
| SG Dynamo Dresden         | 1990      | naamswijziging en heroprichting als e. V. | 1. FC Dynamo Dresden                                                                                                 |
| SC Einheit Dresden        | 1990      | naamswijziging en heroprichting als e. V. | Dresdner SC |
| FSC Dynamo Eilenburg      | 1990      | naamswijziging en heroprichting als e. V. | FSV Eilenburg |
| SC Turbine Erfurt         | 1990      | naamswijziging en heroprichting als e. V. | TSV Erfurt |
| ASK Vorwärts Frankfurt    | 1990      | Frankfurter Sportunion                    | |
| SG Wismut Gera            | 1990      | splitsing                                 | SSV Gera 1990 BC Wismut Gera                                                                                         |
| SC Chemie Halle           | 1990      | naamswijziging en heroprichting als e. V. | SV Halle |
| SC Dynamo Hoppegarten     | 1990      | splitsing                                 | Budoverein Dynamo Hoppegarten SC Diana Hoppegarten                                                                   |
| SC Motor Jena             | 1990      | naamswijziging en heroprichting als e. V. | TuS Jena |
| SC Karl-Marx-Stadt        | 1990      | splitsing                                 | SC Chemnitz LAC Erdgas Chemnitz Eislaufverein Chemnitz                                                               |
| SC Dynamo Klingenthal     | 1990      | naamswijziging en heroprichting als e. V. | Polizeiskiclub Klingenthal                                                                                           |
| SC DHfK Leipzig           | 1990      | heroprichting als e. V.                   | SC DHfK Leipzig |
| SC Leipzig                | 1990      | splitsing                                 | VfB Leipzig SC DHfK Leipzig VV Leipzig                                                                               |
| SG Dynamo Luckenwalde     | 1990      | naamswijziging en heroprichting als e. V. | 1. Luckenwalder SC                                                                                                   |
| SC Magdeburg              | 1990      | heroprichting als e. V.                   | SC Magdeburg |
| SC Neubrandenburg         | 1990      | heroprichting als e. V.                   | SC Neubrandenburg |
| ASK Vorwärts Oberhof      | 1990      | naamswijziging en heroprichting als e. V. | WSV Oberhof 05 |
| SC Traktor Oberwiesenthal | 1990      | naamswijziging en heroprichting als e. V. | Oberwiesenthaler SV 1990                                                                                             |
| SG Dynamo Potsdam         | 1990      | naamswijziging en heroprichting als e. V. | Potsdamer RG |
| ASK Vorwärts Potsdam      | 1990      | naamswijziging en heroprichting als e. V. | OSC Luftschiffhafen                                                                                                  |
| SC Empor Rostock          | 1990 1999 | heroprichting als e. V. afsplitsing       | 1. LAV Rostock HC Empor Rostock SC Empor Rostock 2000 Wasserspringer-Club Rostock                                    |
| ASK Vorwärts Rostock      | 1990      | naamswijziging en heroprichting als e. V. | ORC Rostock |
| SC Traktor Schwerin       | 1990      | naamswijziging en heroprichting als e. V. | Schweriner SC |
| SG Dynamo Weißwasser      | 1990      | naamswijziging en heroprichting als e. V. | PEV Weißwasser |
| SC Motor Zella-Mehlis     | 1990      | heroprichting als e. V.                   | SC Motor Zella-Mehlis                                                                                                |
| SG Dynamo Zinnwald        | 1990      | naamswijziging en heroprichting als e. V. | SWV Altenberg |